# U-571 (film)
Pour les articles homonymes, voir U-571.
Pour plus de détails, voir Fiche technique et Distribution.
U-571 est un film américain de Jonathan Mostow, sorti en 2000. Ce film met en scène avec suspense, la capture d'un sous-marin allemand par les forces navales américaines dans le but d'en saisir le matériel cryptographique.
Le film commence alors que le sous-marin américain S33 est déployé dans l'Atlantique pour rejoindre l'U-571 gravement endommagé afin d'y voler une machine de chiffrement Enigma, qui permet à la Kriegsmarine de communiquer en secret avec ses U-Boot et de conserver l'avantage dans la guerre navale dans l'Atlantique.

## Synopsis
Au cours de l'attaque d'un convoi de ravitaillement allié en 1942, le sous-marin allemand U-571 subit de graves avaries à la suite d'un grenadage. Le sous-marin ayant transmis sa position par l'Enigma, un ravitailleur allemand est envoyé sur place pour réparation.
Alors qu'il attend le ravitailleur, le sous-marin croise une chaloupe de marins alliés dont le bateau a été coulé. Sans hésitation, le commandant fait mitrailler ces naufragés pour qu'ils ne puissent communiquer sa position s'ils venaient à être secourus.
La transmission est interceptée par les renseignements alliés, tandis que le départ du ravitailleur est signalé par la résistance française.
Cette situation offre une occasion sans précédent pour les Alliés. En effet, l'Enigma permet entre autres à la Marine allemande de sécuriser ses transmissions avec sa flotte et de conserver un avantage stratégique décisif dans la guerre, ce qui rend le déchiffrage de ces codes absolument vital pour l'effort de guerre.
L'US Navy envoie alors le commandant Mike Dahlgren, son second Andrew Tyler, le major Matthew Coonan du commando marine et le lieutenant Hirsh des renseignements, à bord du sous-marin S-33, camouflé en ravitailleur allemand.
Leur mission est de s'emparer de la machine Enigma du U-571, ainsi que de ses carnets de codes nécessaires au déchiffrement des messages interceptés.

Avant d'embarquer, le commandant en second Andrew Tyler apprend non sans amertume qu'il n'a pas été proposé pour devenir commandant, son supérieur ne l'ayant pas jugé prêt. 

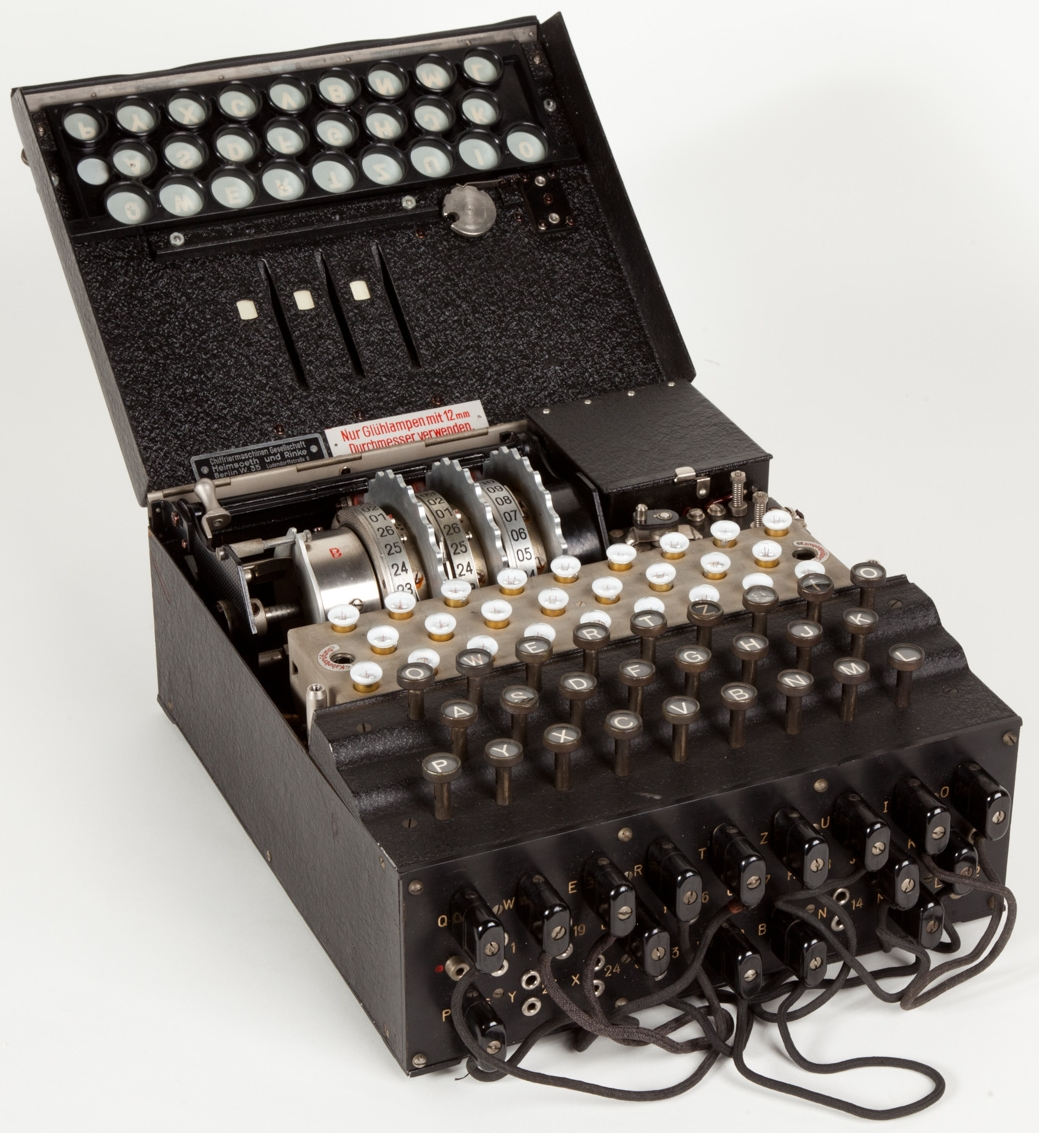
La machine Enigma saisie par les Alliés.

 Les sous-mariniers du S-33, menés par Coonan et Tyler, rejoignent en canots le sous-marin allemand U-571. Non sans mal, les Américains neutralisent l'équipage allemand et prennent le contrôle du sous-marin tandis que Hirsh prend possession de l'Enigma.
Mais, alors qu'ils transfèrent les prisonniers allemands sur le S-33, le ravitailleur allemand arrive et torpille le sous-marin américain. L'explosion tue la totalité des prisonniers allemands, à l'exception de leur commandant, et une bonne partie de l'équipage américains, dont le commandant Dhalgren et le major Coonan.
Tyler et les survivants n'ont alors d'autre choix que de plonger en urgence à bord de l'U-571. Lâchés dans un environnement inconnu dans lequel tout est écrit en allemand, les rescapés réussissent pourtant tant bien que mal à manœuvrer et même à détruire le sous-marin ravitailleur.

Après l'élimination de ce dernier, le sous-marin émerge pour repêcher d'éventuels survivants, dont le capitaine allemand, qui est fait prisonnier. Tandis qu'ils évaluent la situation et rechargent leurs batteries, ils sont survolés par un avion de reconnaissance allemand, puis rejoints par son destroyer d'attache. Avec une seule torpille dans le tube arrière, qui va se révéler hors d'usage, et disposant d'une capacité de manœuvre très réduite, les survivants — heureusement déguisés en marins de la Kriegsmarine — de l'U-571 élaborent en urgence un plan. 

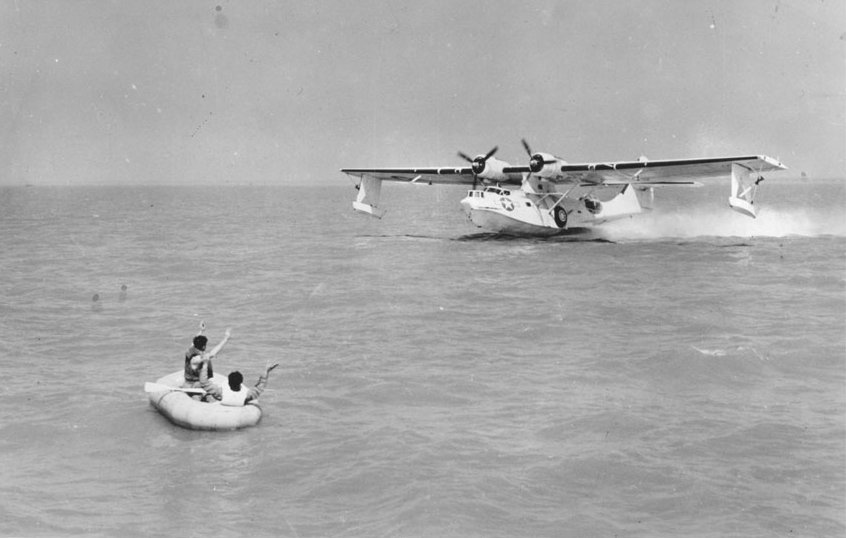
L'hydravion Catalina venant secourir les survivants de la mission, dans le film.

 Pour conserver le secret de la prise d'Enigma, les Américains détruisent d'un tir de canon le poste de radio du destroyer avant de passer juste sous sa coque. L'effet de surprise joue parfaitement et l'ennemi n'a pas le temps d'utiliser ses canons lourds contre le sous-marin. En revanche, sous l'eau, les Américains sont toujours à la merci d'un grenadage. Pire encore, leur capacité de manœuvre réduite les condamne à brève échéance. C'est pourquoi à défaut de se débarrasser du destroyer, Tyler décide de saborder le submersible pour éviter à l'équipage d'être pris et sans doute torturé. Pour ne rien arranger, le commandant allemand prisonnier tue un matelot avant la manœuvre et tente d'informer ses camarades de la présence du sous-marin ; il est alors tué.
Dans un premier temps, le U-571 fait croire à sa destruction en larguant des débris et le cadavre du matelot tué Puis il s'éloigne à bonne distance pour pouvoir lancer sa dernière torpille par le tube arrière. Pour échapper au grenadage, les marins descendent alors au-delà de 150 mètres, la profondeur maximale de sécurité, ce qui fait exploser des valves de sécurité et les force à faire surface à distance du destroyer.
Sur ordre de Tyler, un marin se sacrifie pour fermer la valve qui rétablit la pression du tube et la torpille, enfin libérée, touche de plein fouet le destroyer qui explose.
L'équipage abandonne l'U-571 sur le point de sombrer après avoir signalé sa position. Les rescapés, repérés par un hydravion Catalina,  vont être secourus et les Alliés vont pouvoir entrer en possession de l'Enigma.

## Fiche technique
Sauf indication contraire, les informations mentionnées dans cette section peuvent être confirmées par la base de données cinématographiques IMDb,  présente dans la section « Liens externes ».
- Titre original et français : U-571
- Réalisation : Jonathan Mostow
- Scénario : Jonathan Mostow, Sam Montgomery, David Ayer
- Direction artistique : Peter Donen (effets visuels)
- Décors : William Ladd Skinner, Götz Wiedner
- Costumes : April Ferry
- Photographie : Oliver Wood
- Son : Jon Johnson
- Montage : Wayne Wahrman (en), A.C.E.
- Musique : Richard Marvin
- Production : Hal Lieberman (en), Dino De Laurentiis, Martha De Laurentiis
- Sociétés de production : Universal Pictures, Studio Canal
- Sociétés de distribution : BAC Films (France)
- Budget : 62 000 000 $[1]
- Pays d'origine :  États-Unis,  France
- Langue originale : anglais, allemand
- Format : couleur (DeLuxe) — 35 mm — 2,35:1 — son DTS / Dolby Digital / SDDS (8 canaux)
- Genre : film de guerre
- Durée : 116 minutes
- Dates de sortie :
  -  : 17 avril 2000 (première)
  -  : 6 septembre 2000
- Classification :
  - États-Unis : PG-13
  - France : Tous publics (visa d'exploitation no 100436 délivré le 13 août 2000)

## Distribution
- Matthew McConaughey (VF : Bruno Choël ; VQ : Daniel Picard) : Lieutenant Andrew Tyler, commandant en second du S-33
- Bill Paxton (VF : Patrick Noérie ; VQ : Jean-Luc Montminy) : Lieutenant-Commandant Mike Dahlgren, commandant du S-33
- Harvey Keitel (VF : Bernard-Pierre Donnadieu ; VQ : Yvon Thiboutot) : Maître Henry Klough
- Jon Bon Jovi (VF : Rémi Bichet ; VQ : Antoine Durand) : Lieutenant Pete Emmett
- David Keith (VF : Marc Alfos ; VQ : Mario Desmarais) : Major Matthew Coonan, commandos marine
- Thomas Kretschmann : Capitaine Gunther Wassner, commandant du U-571
- Jake Weber (VF : Tanguy Goasdoué ; VQ : Carl Béchard) : Lieutenant Hirsch, renseignement naval
- Burnell Tucker : Amiral Burke
- Jack Noseworthy (VQ : Jacques Lussier) : Matelot Bill Wentz
- Tom Guiry (en) (VF : Vincent Ropion ; VQ : Hugolin Chevrette) : Fitzgerald (radio)
- Erik Palladino (VF : Jérôme Pauwels ; VQ : Sylvain Hétu) : Matelot Anthony Mazzola
- Will Estes (VF : Cédric Dumond ; VQ : Joël Legendre) : Matelot Ronald Parker (Rabbit), torpilleur
- Dave Power (VQ : Patrice Dubois) : Matelot Charles Tank Clemens, machiniste
- Derk Cheetwood (VQ : Denis Roy) : Matelot Herb Griggs
- Matthew Settle (VQ : Martin Watier) : Keith Larson, chef torpilleur

## Production

### Lieux de tournage
Le film a été tourné en Méditerranée, près de Rome et Malte aux Malta Film Studios.

## Accueil

### Controverse
Le film a été très critiqué par les Britanniques pour avoir « américanisé » l'histoire. Le Premier Ministre anglais, Tony Blair, s’indigne publiquement de cette forfaiture qui fait passer un fait d'armes de la Royal Navy pour une action américaine.

## Distinctions

### Récompenses
- Oscar du meilleur montage sonore en 2001

## Autour du film
Il s'agit d'une fiction qui s'inspire toutefois de faits réels, notamment :
- la capture de l'U-110 par la Royal Navy le 9 mai 1941 ;
- la prise de l'U-559 également par les Britanniques, le 30 octobre 1942 ;
- la capture le 4 juin 1944 de l'U-505 par l'US Navy.

Des séquences, des décors et des modèles du film ont été réutilisés pour d'autres productions, comme Submerged, documentaire racontant le sauvetage de l'USS Squalus, ainsi que le téléfilm Ghostboat (en) en 2005. Une réplique non submersible du sous-marin américain S-33 se trouve à Grand Harbour, La Vallette.
Aux États-Unis, le film était à l'origine classé R, à cause d'une scène violente montrant le lieutenant Emmett décapité par des débris volants. Pour obtenir un visa plus large (PG-13), la scène a été refaite avec Emmett cette fois basculant par-dessus bord, laissant le public sans savoir ce qui lui arrive ensuite. Une scène de mort a également été filmée pour le major Coonan, mais l'effet n'ayant pas bien fonctionné, celle-ci n'a pas été conservée.